# Primer de Belfegor

Símbol del primer de Belfegor, representat per la lletra grega π cap per avall.

El primer de Belfegor és el nombre primer palindròmic 1.000.000.000.000.066.600.000.000.000.001. Va ser descobert pel matemàtic i enginyer estatunidenc Harvey Dubner.
El nom de Belfegor fa referència a un dels set prínceps de l'infern, que s'encarregava d'ajudar la gent a fer invents i descobriments enginyosos. El nom fou encunyat per l'autor estatunidenc Clifford A. Pickover. El nombre en si conté elements supersticiosos que li han donat nom: la tríada de xifres 666, que apareix al centre de la representació decimal del nombre, és sovint coneguda com el Nombre de la Bèstia, utilitzat simbòlicament per a representar una de les criatures de l'Apocalipsi o, més comunament, el Diable. La representació decimal del nombre, a més, conté 13 zeros a banda i banda de les xifres 666 i té un total de 31 dígits (nombre que, en representació decimal, es codifica invertint les xifres de la representació decimal del 13). El nombre tretze és considerat supersticiosament com un nombre dissortat en la cultura occidental.
Val a dir que, de les propietats esmentades, l'única que és independent de la base de numeració és la de ser un nombre primer. La resta només apareixen en la representació decimal del nombre (i l'ús de la base 10 és arbitrari des d'un punt de vista matemàtic).
En català el nombre es llegeix com un quintilió seixanta-sis mil sis-cents bilions u.